# Otto von Blome (Diplomat, 1735)

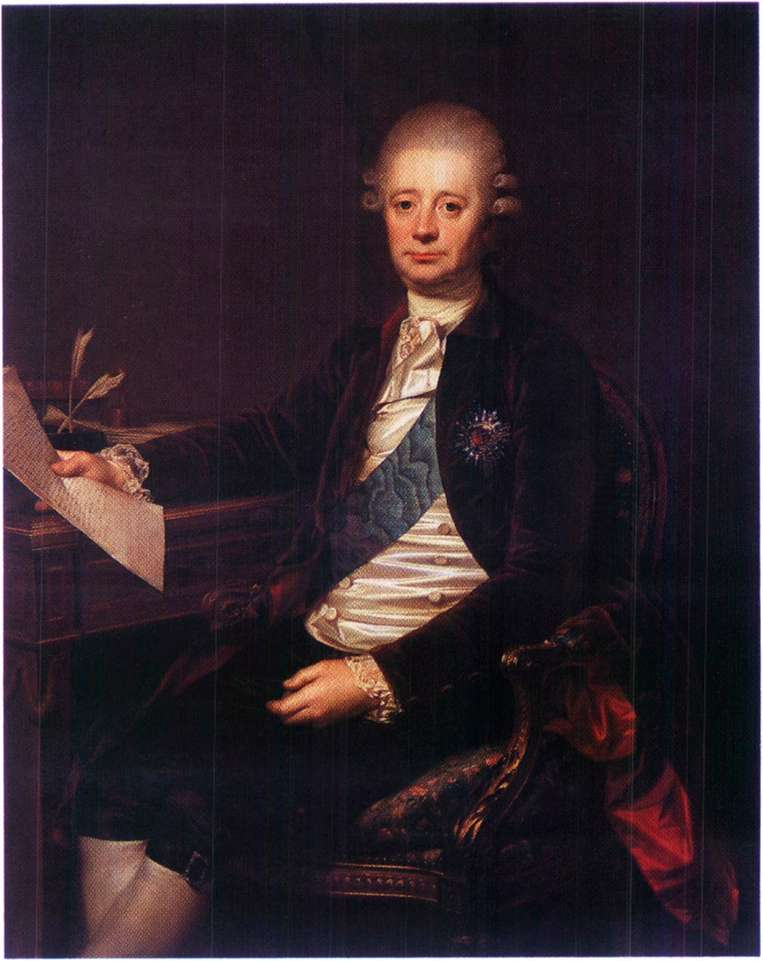
Otto Blome (1735–1803), Porträt von Jens Juel

Otto von Blome, auch Otto Blome I. (* Februar 1735 auf Schloss Hagen (Probsteierhagen); † 8. Februar 1803 in Kiel) war ein holsteinischer Gutsbesitzer, Domherr, Offizier und Diplomat in dänischen Diensten.

## Leben
Otto von Blome stammte aus dem ursprünglich niedersächsischen Adelsgeschlecht von Blome, das dem Calenberger Uradel entstammte und später nach Holstein und Dänemark gelangte. Er war ein Sohn von Christoph(er) von Blome (1691–1743) auf Bahrenfleth und seiner Frau Hedwig Magdalene, geb. Brockdorff (1706–1736). Der Lübecker Domherr Wulf von Blome (1728–1784) war sein älterer Bruder. Schon 1743 erhielt er kurz vor seinem achten Geburtstag ebenfalls eine Präbende im Lübecker Domkapitel, und zwar auf die Erste Bitte von Kaiser Karl VII. hin die freigewordene Präbende des Wilhelm Friedrich von Bülow († 17. Januar 1743) auf Harkensee (Dassow).
Nach dem Tod seines Vaters 1743 wuchs er beim Geheimrat Friedrich/Frederik von Buchwald auf Borstel zusammen mit dessen Tochter und Erbin Charitas Emilie (1738–1820) auf, die 1751 Johann Hartwig Ernst von Bernstorff heiratete. 1747 besuchte er das Pädagogium in Halle/Saale. 1756 war er Sekondeleutnant im Oldenburgischen Reiterregiment von Erhard von Wedel-Friis und von 1758 bis 1761 in preußischen Kriegsdiensten. Danach trat er in dänische Dienste und wurde 1764 Oberst und Generaladjutant.
Er erbte das Gut Heiligenstedten; hier ließ er ab 1769 das alte Schloss Heiligenstedten niederreißen und durch einen Neubau ersetzen.

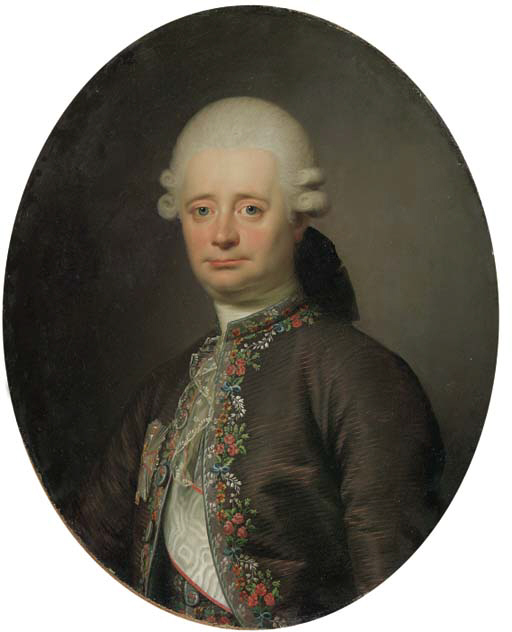
Otto von Blome, Porträt von Jens Juel (1777)

Von 1770 bis 1793 diente er als dänischer Gesandter in Paris. Als einer von wenigen ausländischen Gesandten blieb er während der gesamten Französischen Revolution auf seinem Posten. Als 1792 die übrigen Gesandten Paris verließen, wurde er durch eine schwere Krankheit gegen seinen Willen daran gehindert, ihrem Beispiel zu folgen. Auch nach der Proklamation der Republik hinderte seine Krankheit ihn daran, abzureisen, und obwohl seine Mission tatsächlich zu Ende war, da er nicht von neuem bei der Republik akkreditiert war, wurde er von der Revolutionsregierung als dänischer Gesandter behandelt. Erst Anfang April 1793 gestaltete ihm sein Gesundheitszustand, Paris und Frankreich zu verlassen. Er begab sich zunächst nach Aachen und von hier auf seine holsteinischen Güter, um hier die Weisungen des dänischen Königs abzuwarten. 1797 ging er, begleitet von seinem Neffen Otto Blome (II., 1770–1849) als dänischer Gesandter nach St. Petersburg, wo er von Zar Paul I. zunächst freundlich aufgenommen wurde. Als sich aber beim Zaren Misstrauen gegen die dänische Regierung regte, da diese während des Zweiten Koalitionskrieges gegen Frankreich an ihrer Neutralität festhielt, wurde Blomes Stellung in Petersburg schwieriger, zumal seine regen Beziehungen zur englischen Gesandtschaft Missfallen fanden. Da außerdem seine angegriffene Gesundheit unter dem russischen Klima litt, bat er um seine Abberufung. Im Juni 1800 verließ er Petersburg und kehrte nach Holstein zurück.
1803 besaß er neben Heiligenstedten noch die Güter Kampen, Bekmünde und Büttel.
Er starb 1803 in Kiel und wurde in Probsteierhagen begraben. Da er unverheiratet war, hinterließ er sein Vermögen seinem gleichnamigen Neffen.
Auf Otto von Blomes Sammeltätigkeit ging die bedeutende Bibliothek der Grafen von Blome-Heiligenstedten zurück, die 1927 in Hamburg versteigert wurde.

## Auszeichnungen
- 1766: Kammerherr
- Dannebrogorden, Großkreuz
- 25. März 1797: Elefanten-Orden[2]